# Лиза Смол
Елизаве́та Алекса́ндровна Алексе́ева (род. 16 сентября 1992; Колпино, Санкт-Петербург, Россия) — российская рэп-исполнительница, сонграйтер, саунд-продюсер. Более известная под сценическим псевдонимом «Лиза Смол». С 2022 года выступает в сопровождении живого бэнда.

## Биография
Лиза родилась 16 сентября 1992 в Санкт-Петербурге. Детство и школьные годы прошли в городе Пушкин.

## Музыкальная карьера
Музыкальная карьера началась в 2008 году так как был создан проект Cristal`s, в котором Лиза принимала участие.
В 2010 году начала сольную карьеру и выпустила первый студийный альбом под названием «Свет. Звук».
Первый заметный успех принес видеоклип на трек «Стимул», после которого последовали успешное сотрудничество с IOWA, KREC, Иваном Дорном, RE-pac, Костей Битеевым. Сейчас на счету Лизы десятки синглов и четыре сольных альбома, а также участие в проекте «Beats & Vibes» на MTV, саундтреки к сериалу «Молодёжка» на СТС и «Улица на ТНТ». Второй альбом вышел в 2013 году под названием «#ДВАДЦАТЬ». Третий альбом Лизы называется «Баланс», увидевший свет 12 апреля 2018 года. Альбом был высоко оценён компанией Apple, обложка релиза стала частью рекламной кампании Apple Watch.
С 2022 года Лиза Смол выступает и выпускает песни в сопровождении живого бэнда.

## Дискография
- «Свет. Звук» (2010)
- «#ДВАДЦАТЬ» (2013)
- «Баланс» (2018)
- «Truelove» (2019)